# Domingo Blanco
Domingo Felipe Blanco (Punta Alta, 22 de abril de 1995) é um futebolista profissional argentino, que joga como meio-campista no Club Tijuana Xoloitzcuintles de Caliente, do México.

## Carreira
Começou sua carreira no time olímpico argentino da Primera División em 2014, ele foi suplente não utilizado para uma partida da Copa Argentina com o Atlético de Rafaela em 22 de julho.  Em 9 de fevereiro de 2015, Blanco se uniu ao time Primera División Independiente por empréstimo.  Ele fez sua estréia profissional em 17 de abril de 2016 durante uma vitória fora contra o Vélez Sarsfield .  Depois de mais duas aparições em 2016 e 2016–17 , o Independiente assinou com a Blanco permanentemente em março de 2017.  Pouco mais de um ano depois, Blanco completou uma mudança de empréstimo para a Defensa y Justicia em 5 de julho de 2018.

## Carreira internacional
Em 7 de março de 2019, Blanco recebeu uma convocação do argentino Lionel Scaloni para amistosos com a Venezuela e o Marrocos .

## Honras
Independiente
- Copa Sul - Americana : 2017